# Saint-Sauveur-Lendelin
Saint-Sauveur-Lendelin település Franciaországban, Manche megyében. Lakosainak száma 1739 fő (2018. január 1.). Saint-Sauveur-Lendelin Vaudrimesnil, Ancteville, Cambernon, Montcuit, Monthuchon, La Ronde-Haye, Saint-Aubin-du-Perron és Saint-Michel-de-la-Pierre községekkel határos.

## Népesség
A település népessége az elmúlt években az alábbi módon változott:
| Lakosok száma | 1727 | 1708 | 1826 | 1727 | 1739 |
|               | 2013 | 2015 | 2016 | 2017 | 2018 |